# Santa Catarina, Ahuacuotzingo
Santa Catarina är en ort i Mexiko.   Den ligger i kommunen Ahuacuotzingo och delstaten Guerrero, i den sydöstra delen av landet, 190 km söder om huvudstaden Mexico City. Santa Catarina ligger 1 395 meter över havet och antalet invånare är 705.
Terrängen runt Santa Catarina är kuperad åt nordost, men åt sydväst är den bergig. Runt Santa Catarina är det ganska glesbefolkat, med 31 invånare per kvadratkilometer. Närmaste större samhälle är Chilapa de Alvarez, 19,4 km sydväst om Santa Catarina. I omgivningarna runt Santa Catarina växer huvudsakligen savannskog.